# ألدا هيتون ويلسون
ألدا هيتون ويلسون (بالإنجليزية: Alda Heaton Wilson) هي نسوية ‏ ومهندسة معمارية وسفرجات أمريكية، ولدت في 20 سبتمبر 1873 في هاربر في الولايات المتحدة، وتوفيت في 25 يوليو 1960 في شيكاغو في الولايات المتحدة.